# Saint-Carné
Saint-Carné (tiếng Breton: Sant-Karneg) là một xã của tỉnh Côtes-d’Armor, thuộc vùng Bretagne, tây bắc Pháp.

## Dân số
Người dân ở Saint-Carné được gọi là Carnéens.